# Christiana Perschon

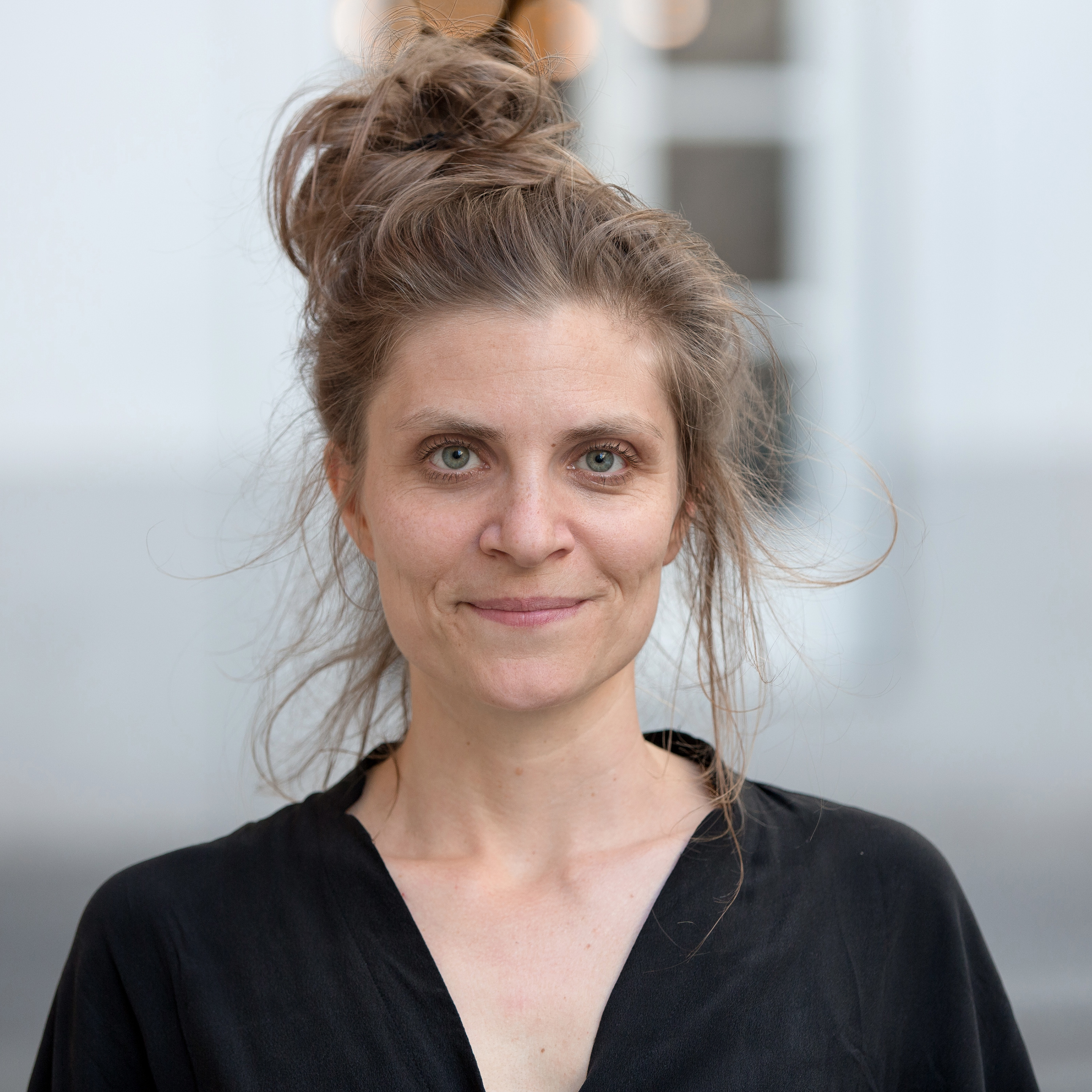
Christiana Perschon

Christiana Perschon (* 1978 in Baden bei Wien) ist eine österreichische Filmemacherin und Künstlerin.

## Leben
Perschon studierte Bildende Kunst (Kunst und Medien/Film) an der Akademie der bildenden Künste Wien. Ihrem Studium ging eine zehnjährige Berufserfahrung als Redakteurin und Gestalterin beim ORF voraus. Von 2011 bis 2017 war sie Mitarbeiterin am Ludwig Boltzmann Institut für Geschichte und Gesellschaft (LBIGG), wo sie Forschungsprojekte mit den Schwerpunkten Mediengestaltung und Filmwissenschaftliche Analyse umsetzte. Perschon war außerdem an der Durchführung lebensgeschichtlicher Interviews im Rahmen des Projektes „MenschenLeben“ der Österreichischen Mediathek beteiligt.
Im April 2018 kuratierte sie für das Österreichische Filmmuseum die Retrospektive „In person: Barbara Hammer“. Sie ist außerdem Mitglied des Video- und Kunstkollektivs Golden Pixel Cooperative, mit dem sie u. a. 2020 die Video-Installation Half of the Sky umsetzte.
Perschons Dokumentarfilm Sie ist der andere Blick schaffte es 2020 in die Vorauswahl des Österreichischen Filmpreis. Ebenfalls waren ihre Kurzfilme Half of the Sky im Jahr 2022 und Sekundenarbeiten im Jahr 2023 in der Vorauswahl des Österreichischen Filmpreis.
Perschon lebt in Wien.

## Filmografie
- 2014: Noema (Kurzfilm)
- 2016: Double 8 (Kurzfilm)
- 2016: Ghost Copy (Kurzfilm)
- 2017: das bin nicht ich, das ist ein bild von mir (Kurzfilm)[4]
- 2018: Sie ist der andere Blick (Dokumentarfilm)
- 2020: Half of the Sky (Kurzfilm); als Teil von Golden Pixel Cooperative[12]
- 2021: Sekundenarbeiten (Kurzfilm)
- 2022: Bildwerden (Kurzfilm)

## Auszeichnungen
- 2014: Österreichischer Kurzfilmpreis bei Vienna Shorts für Noema[13]
- 2014: Publikumspreis bei Vienna Shorts für Noema[13]
- 2018: Theodor-Körner-Preis in der Sparte Bildende Kunst und Kunstfotografie[14]
- 2018: Diagonale-Preis für Beste Bildgestaltung Dokumentarfilm für Sie ist der andere Blick[15]
- 2022: Österreichischer Kunstpreis in der Sparte Film[16]
- 2024: Erste Bank Kunstpreis[17]